# 仲谷昇
仲谷 昇（なかや のぼる、1929年5月4日 - 2006年11月16日）は、日本の俳優である。本名は仲谷 昇流（）。
東京府東京市芝区高輪（現：東京都港区）出身。中央大学法学部中退。文学座、劇団雲を経て、演劇集団 円に所属していた。

## 来歴
私立麻布中学を経て1949年（昭和24年）に中央大学法学部に入学するが、大学在学中に演劇活動にのめり込み大学を中退し、1950年（昭和25年）に文学座附属演劇研究所に入る。1951年（昭和26年）、座員に昇格。1953年（昭和28年）、『にごりえ』で映画に初出演し中平康の監督映画『猟人日記』・『砂の上の植物群』では主演を務め以降、舞台、映画、テレビで貴重な存在として活躍を果たす。
1963年、劇団の体質への不満から芥川比呂志、神山繁、小池朝雄らと文学座を脱退し、福田恆存を中心とした劇団雲の結成に参加。1975年には芥川、神山、中村伸郎らと劇団雲から離れ、演劇集団 円を結成した。芥川亡き後、1981年からは同劇団代表および運営法人の代表取締役を務めた。
文学座以来行動を共にしていた女優の岸田今日子と1954年に結婚、一女をもうけるも1978年に離婚。1980年に再婚したが、1997年に2度目の離婚。その後、2002年に3度目の結婚。
テレビドラマでは、教授・首相・組織の長などの地位の高い役を担当することが多く、仲谷自身も『キイハンター』などそうした役柄を楽しんで演じていたことを述べている。
一方、フジテレビの歴史バラエティー『カノッサの屈辱』では案内役「仲谷教授」でレギュラー出演した。また、1990年代前半には日本テレビのクイズ番組「マジカル頭脳パワー!!」の番組初期に放送されていたミステリークイズ「マジカルミステリー劇場」のミニドラマで、主人公の「中谷（なかたに）探偵」を演じた。
2006年11月16日7時22分、慢性閉塞性肺疾患のため東京都港区の病院で死去。77歳没。

## 人物
競馬好きで、競馬雑誌の連載を担当していたこともある。野球も好きで、文学座時代は野球部のエースで橋爪功は新人時代に鍛えられたという。プロ野球は読売ジャイアンツのファンである。
ヘビースモーカーであり、1日100本煙草を吸っていたという。

## 出演

### 映画
- にごりえ（1953年）※ノンクレジット
- 心に花の咲く日まで（1955年）
- 流れる（1956年）
- 喜びも悲しみも幾歳月（1957年）
- おとうと（1960年）

『砂の上の植物群』（1964年）

- みな殺しの歌より 拳銃よさらば!（1960年）
- 放浪記（1962年）
- みれん（1963年）
- 砂の上の植物群（1964年）
- 猟人日記（1964年）
- 怪談（1965年）
- 暖流（1966年）
- 人斬り（1969年）
- 幻の殺意（1971年）
- ゴキブリ刑事（1973年）
- 修羅雪姫（1973年）
- 不毛地帯（1976年）
- 狭山裁判（1976年）
- 歌麿 夢と知りせば（1977年）
- 悲愁物語（1977年）
- 江戸川乱歩の陰獣（1977年）
- 犬神の悪霊（1977年）
- 日本の首領 完結篇（1978年）
- 悪魔が来りて笛を吹く（1979年）
- 金田一耕助の冒険（1979年）
- 戦国自衛隊（1979年）
- 影の軍団 服部半蔵（1980年）
- 日本の熱い日々 謀殺・下山事件（1981年）
- 夏の秘密（1982年）
- 刑事物語（1982年）
- 幻の湖（1982年）
- 大日本帝国（1982年）
- 疑惑（1982年）
- 小説吉田学校（1983年）
- 湯殿山麓呪い村（1984年）
- Wの悲劇（1984年）
- ねずみ小僧怪盗伝（1984年、松竹）
- カリブ・愛のシンフォニー（1985年）
- 恋文（1985年）
- 傷だらけの勲章（1986年）
- 遠き落日（1992年）
- ひき逃げファミリー（1992年）
- 夜逃げ屋本舗（1992年） - 渡辺誠（専務）
- マルタイの女（1997年）

### テレビドラマ
- 女神（1960年、NET）
- 判決（1962年 - 1966年、NET）
- 大河ドラマ（NHK）
  - 花の生涯（1963年） - 伊佐新次郎
  - 天と地と（1969年） - 杉原壱岐守
  - 国盗り物語（1973年） - 土岐政頼
  - 勝海舟（1974年） - 高橋伊勢守
  - 風と雲と虹と（1976年） - 藤原忠平
  - 草燃える（1979年） - 土御門通親
  - 春の波涛（1985年） - 坪内逍遥
  - 八代将軍吉宗（1995年） - 安藤信友
- 虹の設計（1964年 - 1966年、NHK）
- 黄色い風土（1965年 - 1966年、NET） - 木谷啓介
- ザ・ガードマン（大映テレビ室 / TBS）
  - 第13話「白昼の逃亡」（1965年）
  - 第33話「闇に笑う」（1965年）
  - 第43話「顔の消えた男」（1966年）
  - 第149話「雪女」（1968年）
  - 第168話「白い手の恐怖」（1968年）
  - 第206話「新婚旅行は地獄へどうぞ」（1969年）
  - 第238話「女がライバルを殺す方法」（1969年）
  - 第259話「さあ女の復讐が始まるわ」（1970年）
- ローンウルフ 一匹狼 第6話「夜のバラは危険」（1967年、東映 / NTV）
- 裸の町（1968年、NET）
- 大奥（1968年、東映 / KTV）
- キイハンター（1968年 - 1973年、東映 / TBS） - 村岡特別室長
- 坊つちやん（1968年、現代演劇協会 / MBS） - 赤シャツ
- 五番目の刑事 第3話「夜の牙」（1969年、東映 / NET） - 大塚
- 虹（1970年、NHK）
- 徳川おんな絵巻（1971年、東映 / KTV） - 佐竹義尚
- 天下御免（1971年、NHK） - 田沼意次
- ポーラテレビ小説（TBS）
  - アンラコロの歌（1972年） - 忠義
  - 文子とはつ（1977年） - 井川伝右衛門
  - 元気です!（1980年） - 伊沢精庵
- プレイガールシリーズ （東映 / 12ch)
  - プレイガールQ 第156話「妻は過去に何をされたか?」 - 太田
  - プレイガールQ 第8話「現代オカルト美女仕掛人」 - 三好源造
- 火曜日の女シリーズ / いとこ同志（1972年、NTV）
- 同棲時代（1973年、TBS） - 柴川
- 非情のライセンス（東映 / NET）
  - 第1シリーズ 第1話「兇悪の門」（1973年） - 浜井
  - 第2シリーズ
    - 第17話「兇悪の誇り」（1975年） - 石倉英吉
    - 第86話「兇悪の流転」（1976年） - 村田勇吉
- 天下堂々（1973 - 1974年、NHK） - 水野忠邦
- アイフル大作戦 第26話「東京-ホノルル ビキニの女王大作戦」、第27話「ブルーハワイ! 愛と死の接吻」（1973年、東映 / TBS） - 藤代
- 荒野の用心棒 第39話「荒野の果てに陽はまた昇り…」（1973年、三船プロ / NET） - 蔦巻陣之進
- 右門捕物帖 第24話「盗まれた花嫁」（1974年、東映 / NET） - 牢屋同心・堀田喜八
- 子連れ狼 第2部 第25話「十三絃」（1974年、ユニオン映画 / NTV） - 平林外記
- 日本沈没（1974年、東宝 / TBS） - 吉村秀夫
- 猿の軍団（1974年、円谷プロ / TBS） - 高木博士
- ウルトラマンレオ 第31話「地球を守る白い花」（1974年、円谷プロ / TBS） - 花咲じいさん（バーミン星人）
- ライオン奥様劇場 / 夜蝶の舞い（1974年、NMC / CX） - 武上謙作
- バーディー大作戦 第47話「私の葬式万$」（1975年、東映 / TBS） - 立花弁護士
- 特別機動捜査隊 第706話「魅せられた賭け」（1975年、東映 / NET） - 前島洋介
- ザ★ゴリラ7 第14話「黄金の腕を持つ男」（1975年、東映 / NET） - 南部モーターズ社長
- 剣と風と子守唄 第16話「還らざる黄金」（1975年、三船プロ / NTV） - 榊原英順
- 太陽にほえろ!（東宝 / NTV）
  - 第171話「暴走」（1975年） - 橋爪利彦
  - 第474話「ロボは知っていた」（1981年） - 坂口常幸
  - 第700話「ベイビー・ブルース」（1986年） - 「あすなろ学園」園長
- 燃える捜査網 第1話「女子中学生投身自殺」（1975年、東映 / NET）
- 遠山の金さん 第1シリーズ 第9話「逃がし屋を追え!!」（1975年、NET / 東映） - 薩摩侯
- 愛のサスペンス劇場 / 歯止め（1976年、東京映画 / NTV） - 中西教授
- Gメン'75 第46話「白バイ警官連続射殺事件」（1976年、東映 / TBS） - 朝倉本部長
- 隠し目付参上 第9話「御仏は美男におわすか」（1976年、三船プロ / MBS） - 仙海
- 人魚亭異聞 無法街の素浪人 第16話「硝煙の市街戦」（1976年、三船プロ / NET） - 川路警視総監
- 俺たちの朝 第10話「別離とイヤリングと友達の女」（1976年、東宝 / NTV） - 立花
- 赤い運命（1976年、TBS） - 山口（当時の妻：岸田今日子も出演）
- 横溝正史シリーズ / 獄門島（1977年、東宝 / MBS） - 鬼頭与三松
- 水戸黄門（C.A.L / TBS）
  - 第8部 第16話「非情の対決 -橋本-」（1977年10月31日） - 杉坂十郎太
  - 第14部 第37話「野望を断った天下の名刀 -高松-」（1984年7月9日） - 直島壱岐
- 東芝日曜劇場 / 証明（1977年、TBS）
- 破れ奉行 第22話「死神が乗った流人船」（1977年、中村プロ / ANB） - 川村道斉
- スパイダーマン（1978年、東映 / 12ch） - 間宮重三（インターポール捜査官）
- 横溝正史シリーズII / 迷路荘の惨劇（1978年、三船プロ / MBS） - 古舘辰人
- 特捜最前線（東映 / ANB）
  - 第107話「射殺魔・1000万の笑顔を砕け!」（1979年）
  - 第162話「窓際警視の靴が泣く!」（1980年）
  - 第376話「警官汚職地図!」（1984年）
  - 第505話「地上げ屋殺し」（1987年） - 冬川大三
- 土曜ワイド劇場（EX）
  - 松本清張の聞かなかった場所（1979年） - 白石局長
  - 三毛猫ホームズシリーズ 第1作「三毛猫ホームズの推理 女子大密室殺人」（1979年） - 森崎智夫（早乙女女子大学文学部教授）
  - 帝銀事件 大量殺人 獄中三十二年の死刑囚（松本清張原作）（1980年、松竹） - 平沢貞通
  - 松本清張の事故（1982年） - 山西省三
  - 松本清張の溺れ谷（1983年）
  - 探偵・神津恭介の殺人推理
    - 第1作「高木彬光の刺青殺人事件」（1983年） - 早川平四郎
    - 第6作「私は殺される」（1987年） - 漆田道太郎

  - 松本清張スペシャル・数の風景（1991年） - 上野吉男
  - 7人のOLが行く! 第1作「沖縄お見合いツアーに殺しの花が咲く!?」（1994年） - 高柳義一郎
  - 家政婦は見た! 第22作「子連れ秋子が政界の裏をのぞいた…」（2004年） - 五十嵐盛道
- 騎馬奉行 第3話「大爆破! 将軍暗殺計画」（1979年、東映 / KTV）
- 不毛地帯（1979年、MBS） - 吉良一
- 土曜ドラマ（NHK）
  - 離婚（1980年） - 小島
- 大捜査線 第5話「ひとりだけのハネ・ムーン」（1980年、ユニオン映画 / CX） - シンガポール支店長
- 大激闘マッドポリス'80（1980年、東映 / NTV） - 富樫謙司
- ライオン奥様劇場 / 徳川の女たち（1980年、東映 / CX） - 徳川秀忠
- 御宿かわせみ (NHK)
  - 第1シリーズ 第12話「師走の客」（1980年）
  - 第2シリーズ 第1話「恋ふたたび」（1982年） - 伊兵衛
- それからの武蔵（1981年、TX） - 細川忠利
- 熱中時代 先生編 第2シリーズ 第30話「機関車やえもんと熱中先生」（1981年、NTV / ユニオン映画） - 網田浩一郎
- 鬼平犯科帳 第2シリーズ 第20話「女賊」（1981年、ANB / 東宝） - 大坂屋伊之助
- 愛のホットライン（1981年、CX） - 大岡政一郎
- 竜馬がゆく（1982年、TX） - 島津久光
- 大戦隊ゴーグルファイブ（東映 / ANB） - 本郷博士
  - 第1話「暗黒科学の来襲」（1982年）
  - 第2話「起て! 未来の戦士」（1982年）
  - 第49話「将軍! 最後の挑戦」（1983年）
  - 第50話「進め! 輝く未来へ」（1983年）
- ザ・サスペンス / 松本清張の馬を売る女（1982年、TBS / 大映テレビ）
- ストレイシープ(1983年、TBS)中平康監督役を演じる
- 海にかける虹〜山本五十六と日本海軍（1983年、TX） - 井上成美
- 時代劇スペシャル / 地獄の左門十手無頼帖 女菩薩供養（1983年、東映 / CX） - 堀留丹波
- 新・松平右近 第4話「腰ぬけ武士道」（1983年、NTV / ユニオン映画） - 飯田貞蔵
- 大奥 第13話「子連れ将軍と五人の女」（1983年、KTV / 東映） - 林羅山
- ニュードキュメンタリードラマ昭和 松本清張事件にせまる 第11回「佐分利公使の怪死事件」（1984年、ABC / 国際放映） - 佐分利貞男
- 花王名人劇場 / 15年目の指輪（1984年、KTV）
- 巨獣特捜ジャスピオン（1985年、東映 / ANB） - エジン
- 特命刑事ザ・コップ 第1話「一発で死とめろ!」（1985年、テレキャスト / ABC）
- 花嫁衣裳は誰が着る（1986年、大映テレビ / CX） - 三島医師
- 火曜サスペンス劇場 (NTV)
  - 高校野球殺人事件（1982年）
  - 結婚（1986年）
  - あなたから逃れられない（1986年）
  - 女弁護士・高林鮎子 第7作「早春四国路殺人事件」（1990年、東映） - 板倉茂男
  - 浅見光彦ミステリー 第8作「琵琶湖周航殺人歌」（1990年、近代映画協会） - 上島俊三
- 松本清張サスペンス 隠花の飾り / 見送って（1986年、松竹 / KTV）
- 抱きしめたい!（1988年、CX）
- 代議士の妻たち2(1989年、TBS)法務省刑事局長役
- さすらい刑事旅情編II 第12話「寝台特急“北斗星”・層雲峡の女」（1989年、東映 / ANB）
- 鬼平犯科帳（松竹 / CX） - 京極備前守
  - 第1シリーズ
    - 第1話「暗剣白梅香」（1989年）
    - 第26話「流星」（1990年）

  - 第6シリーズ 第9話 「迷路」（1995年）
  - 第8シリーズ（1998年）
    - 第1話 「鬼火」
    - 第6話 「おれの弟」
    - 第9話 「番外編・さらば鬼平犯科帳スペシャル」
- 世にも奇妙な物語 (CX)
  - 「超・能・力!」（1990年）
  - 世にも奇妙な物語 冬の特別編 (1992年)「ロンドンは作られていない」（1992年） - 教授
  - 世にも奇妙な物語 冬の特別編 (1996年)「ザ・ニュースキャスター」（1996年） - 花岡局長
  - 世にも奇妙な物語 聖夜の特別編「ゴリラ」（1996年） - 橋田首相
- もう誰も愛さない（1991年、CX） - 戸川啓介
- 特別企画ドラマ　イラク人質の妻たち''(1991年,TBS)現地支店長役
- 金曜ドラマシアター / 昭和16年の敗戦（1991年、フジテレビ） - 近衛文麿
- 月曜ドラマスペシャル / 刑事・野呂盆六 完全犯罪の女（1993年、国際放映 / TBS） - 国場威和雄
- 殿さま風来坊隠れ旅（1994年、東映 / ANB） - 徳川家治
- グッドモーニング（1994年、CX） - 倉田正明 役
- 美味しんぼ（1995年、CX） - 周懐徳 役
- ジューン・ブライド（1995年、TBS） - 財場行雄 役
- 夜の虹（1996年、TBS） - 総理（ホームレス） 役
- ナースのお仕事 第1シリーズ（1996年） - 久野院長 役
- 青い鳥（1997年、TBS） - 綿貫純一郎 役
- 月下の棋士（2000年、ANB） - 村木武雄 役
- 金曜エンタテイメント（2000年、CX）
  - 女検死官 - 高岡直樹 役
  - 着物デザイナー 黛涼子の推理紀行 第1作「姫路・千姫伝説殺人事件」 - 藤堂啓一郎 役
- ドラマDモード / 深く潜れ〜八犬伝2001〜（2000年、NHK） - 野崎翼の祖父 役
- 新・お水の花道（2001年、CX）
- プリティガール（2002年、TBS）
- 月曜ミステリー劇場 (TBS)
  - 外科医さやかの執刀事件簿（2003年） - 内藤茂利 役
  - 世直し公務員ザ・公証人 第5作「消えた秘密証書遺言!?」（2005年） - 奥寺益雄 役※遺作

### 舞台
- 鹿鳴館（文学座）
- ハムレット（文学座）
- どん底（文学座）
- 女の一生（文学座）
- 榎本武揚（1967年、劇団雲） - スリ 役
- 黄金の国（劇団雲）
- テムペスト（劇団雲）
- 三匹の猿の話（円）
- ペリクリーズ（円）
- 尺には尺を（円）
- 夜叉ヶ池（円）
- から騒ぎ（円）
- まちがいつづき（円）
- 二階の女（岩田豊雄追憶公演）
- リア王（円）
- 夏小袖（円）
- 十二夜（円）
- リトル・クリスマス（1985年、つづきサロン・プロデュース） - 声の出演[7]

### バラエティ
- 笑っていいとも - （フジテレビ、1984年4月 - 9月）※月曜日担当
- オレたちひょうきん族 - （フジテレビ、1984年5月12日）- 「タケちゃんマン」鬼刑事タケさんの巻
- カノッサの屈辱 - 教授 役
- TVブックメーカー - オーナー 役
- マジカル頭脳パワー!!（NTV、コーナー「マジカルミステリー劇場」） - 中谷探偵 役
- 10月は人気番組でSHOW by ショーバイ世界まる見えマジカルで笑ってヨロシク（NTV、コーナー「マジカルミステリー劇場」） - 中谷探偵 役
- クイズテレビずき! - 回答者

### CM
- 日本専売公社 タバコ一般（1963年。ACC第1回ラジオ部門第3種 佳作）[8]
- 麒麟麦酒「キリンビール」[9]
- 日産自動車初代セフィーロ（A31型・1992年 後期型）※雑誌・ポスター・ラジオCMなどのキャラクター
- 大鵬薬品ポリカイン（1993年）
- 任天堂『黄金の太陽 開かれし封印』（2001年） - 校長 役